# Hampus Finndell
Hampus Finndell, född 6 juni 2000, är en svensk fotbollsspelare som spelar för Djurgårdens IF.

## Karriär
Hampus Finndell växte upp i Västerås och inledde karriären i IK Franke när han var sex år gammal. Som 12-åring tog han klivet över till IF Brommapojkarna, som då hade försökt locka över Finndell i ett par års tid. Klubbytet medförde också att hela hans familj gjorde flytten från Västerås till Stockholm.

### Groningen
Efter att ha jagats av utländska klubbar - och bland annat provtränat med Manchester United tre gånger - skrev Finndell i januari 2016 på för holländska Groningen. Övergången trädde i kraft den 1 juli samma år, efter att han fyllt 16 år.
I Groningen tillhörde Finndell ungdomslagen men sommaren 2017 fick han göra sin seniordebut, då han fick speltid i en träningsmatch mot St. Pauli.

### Djurgårdens IF
Ett och ett halvt år efter flytten till Groningen återvände Hampus Finndell till Sverige. I december 2017 meddelade nämligen Djurgårdens IF att de värvat mittfältaren, som skrev på ett fyraårskontrakt med klubben.
Premiärsäsongen blev det magert med speltid för Finndell. Tävlingsdebuten kom via ett sent inhopp mot BK Häcken i Svenska Cupens kvartsfinal den 12 mars 2018. Det visade sig dock bli de enda minuterna som Finndell skulle få för Djurgårdens IF under säsongen, då han istället matchades i U21-allsvenskan.
Den allsvenska debuten kom att dröja till den 19 maj 2019, då Hampus Finndell gjorde ett kort inhopp i 3-0-segern mot Falkenbergs FF. Totalt blev det tre allsvenska matcher för Finndell under säsongen, vilken slutade med att Djurgården blev svenska mästare.
Finndell förlängde - inför säsongen 2022 - sitt kontrakt med Djurgården med ytterligare fyra år.

#### Dalkurd FF (lån)
I januari 2020 meddelades det att Djurgårdens IF lånar ut Finndell till Dalkurd FF, i Superettan, över hela säsongen 2020.

#### Eintracht Braunschweig (lån)
Den 1 februari 2024 blev det klart att Finndell lånas ut till tyska Eintracht Braunschweig på ett låneavtal fram till 30 juni 2024 med en köpoption. Köpoptionen utnyttjades inte då laget åkte ur sin division och han återvände tillbaka till Djurgården.

### Viking FK
Den 17 juli 2024 blev det klart att han köps loss av norska Viking FK. Han skrev på ett 4,5-årskontrakt till och med 31 december 2028.

### Djurgårdens IF
Den 15 januari 2025 värvades han tillbaka till Djurgårdens IF på ett 4-årskontrakt till och med 31 december 2028.

## Personligt
Hans äldre syster Evelina Finndell är även hon fotbollsspelare och har representerat både Djurgårdens IF och AIK i Damallsvenskan.
När han var 15 år gammal beskrevs han av Tommy Söderström, ungdomsansvarig i IF Brommapojkarna, som den kanske största talang klubben fått fram.

## Statistik

### Klubblag
| Klubb                              | Säsong             | Liga                  | Liga    | Liga | Liga | Nationell cup | Nationell cup | Nationell cup | Europaspel | Europaspel | Europaspel | Övrigt  | Övrigt | Övrigt | Totalt  | Totalt | Totalt |
| Klubb                              | Säsong             | Division              | Matcher | Mål  | Ass  | Matcher       | Mål           | Ass           | Matcher    | Mål        | Ass        | Matcher | Mål    | Ass    | Matcher | Mål    | Ass    |
| ---------------------------------- | ------------------ | --------------------- | ------- | ---- | ---- | ------------- | ------------- | ------------- | ---------- | ---------- | ---------- | ------- | ------ | ------ | ------- | ------ | ------ |
| Djurgårdens IF                     | 2018               | Allsvenskan           | 0       | 0    | 0    | 1             | 0             | 0             | 0          | 0          | 0          | —       | —      | —      | 1       | 0      | 0      |
| Djurgårdens IF                     | 2019               | Allsvenskan           | 3       | 0    | 0    | 1             | 0             | 0             | —          | —          | —          | —       | —      | —      | 4       | 0      | 0      |
| Djurgårdens IF                     | 2021               | Allsvenskan           | 26      | 3    | 0    | 5             | 0             | 0             | —          | —          | —          | —       | —      | —      | 31      | 3      | 0      |
| Djurgårdens IF                     | 2022               | Allsvenskan           | 27      | 5    | 2    | 6             | 0             | 0             | 11         | 2          | 1          | —       | —      | —      | 44      | 7      | 3      |
| Djurgårdens IF                     | 2023               | Allsvenskan           | 24      | 5    | 0    | 6             | 1             | 0             | 4          | 0          | 0          | —       | —      | —      | 34      | 6      | 0      |
| Djurgårdens IF                     | Totalt             | Totalt                | 80      | 13   | 2    | 19            | 1             | 0             | 15         | 2          | 1          | —       | —      | —      | 114     | 16     | 3      |
| Dalkurd FF (lån)                   | 2020               | Superettan            | 24      | 0    | 4    | 4             | 0             | 0             | —          | —          | —          | 1       | 0      | 0      | 29      | 0      | 4      |
| Dalkurd FF (lån)                   | Totalt             | Totalt                | 24      | 0    | 4    | 4             | 0             | 0             | —          | —          | —          | 1       | 0      | 0      | 29      | 0      | 4      |
| Eintracht Braunschweig (lån)       | 2023-2024          | 2. Fußball-Bundesliga | 9       | 0    | 0    | —             | —             | —             | —          | —          | —          | 0       | 0      | 0      | 9       | 0      | 0      |
| Eintracht Braunschweig (lån)       | Totalt             | Totalt                | 9       | 0    | 0    | —             | —             | —             | —          | —          | —          | 0       | 0      | 0      | 9       | 0      | 0      |
| Viking FK                          | 2024               | Eliteserien           | 11      | 0    | 1    | 0             | 0             | 0             | —          | —          | —          | 0       | 0      | 0      | 11      | 0      | 1      |
| Viking FK                          | Totalt             | Totalt                | 11      | 0    | 1    | 0             | 0             | 0             | —          | —          | —          | 0       | 0      | 0      | 11      | 0      | 1      |
| Djurgårdens IF                     | 2025               | Allsvenskan           | 0       | 0    | 0    | 0             | 0             | 0             | 0          | 0          | 0          | 0       | 0      | 0      | 0       | 0      | 0      |
| Djurgårdens IF                     | Totalt             | Totalt                | 0       | 0    | 0    | 0             | 0             | 0             | 0          | 0          | 0          | 0       | 0      | 0      | 0       | 0      | 0      |
| Totalt i karriären                 | Totalt i karriären | Totalt i karriären    | 124     | 13   | 7    | 23            | 1             | 0             | 15         | 2          | 1          | 1       | 0      | 0      | 163     | 16     | 8      |
| Senast uppdaterad 16 januari 2025. |                    |                       |         |      |      |               |               |               |            |            |            |         |        |        |         |        |        |

1. ↑  Nedflyttningskvalmatch mot Landskrona BoIS.[16]

### Landslag
| Landslag                        | År     | Totalt  | Totalt | Totalt |
| Landslag                        | År     | Matcher | Mål    | Assist |
| ------------------------------- | ------ | ------- | ------ | ------ |
| Sverige P15                     | 2015   | 4       | 0      | 0      |
| Sverige P16                     | 2016   | 5       | 0      | 1      |
| Sverige P17                     | 2016   | 3       | 2      | 1      |
| Sverige P17                     | 2017   | 6       | 0      | 0      |
| Sverige P18                     | 2018   | 4       | 0      | 0      |
| Sverige P19                     | 2018   | 3       | 0      | 1      |
| Sverige U21                     | 2021   | 2       | 0      | 1      |
| Sverige U21                     | 2022   | 1       | 0      | 0      |
| Totalt                          | Totalt | 28      | 2      | 4      |
| Senast uppdaterad 17 juli 2024. |        |         |        |        |

## Meriter
Djurgårdens IF
- Allsvenskan (1): 2019
- Svenska Cupen (1): 2017/2018